# Нежность

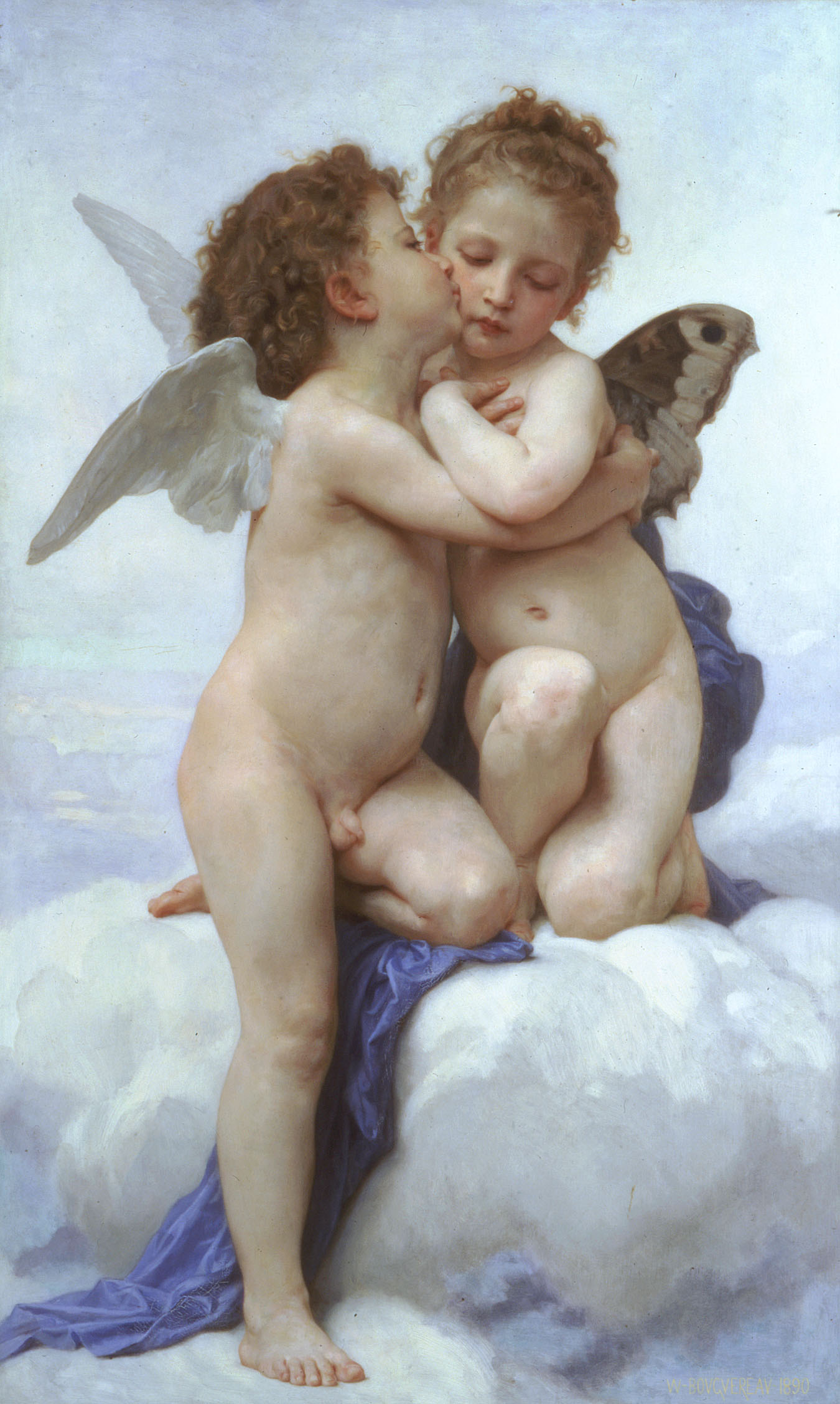
Нежный поцелуй на картине Бугро

Не́жность — это положительная эмоция, которая сопровождает ласковое поведение в отношениях с любимым человеком. Нежность выражается в особых жестах, мягкости, деликатности, внимании к потребностям объекта нежности, особом взгляде, голосе, заботливом и бережном отношении. Нежность, в частности, позволяет создать переходные отношения от дружеских к любовным. Нежность не обязательно совпадает с интимными желаниями, но может быть ключевым элементом в семейных отношениях.

## Нежность в культуре
В 1997 году Жеральд Паже создал Фестиваль нежности в Авиньоне. В течение нескольких лет он объединял крупнейших профессионалов искусства с целью продемонстрировать важность нежности в жизни. Жюльетт Бинош была ключевой участницей. В качестве альтернативы некоторым интерпретациям работ Зигмунда Фрейда многие психиатры и психотерапевты там призывают к проявлению большей нежности в отношениях между людьми, чтобы улучшить качество человеческих отношений.
В то же время, философский ежемесячный журнал «Культура в движении» анонсировал на фестивале публикацию большого сборника с названием «Нежность в цивилизации».
Сегодня Фестиваль нежности преобразовался в Дни гуманности и совести, которые проходят каждый год в первые выходные ноября во дворце Перрос-Гирек.

## Нежность в религии

### Христианство
Нежность-мягкость,особая теплота в отношении к кому-либо."...Мы забыли слово нежность. Это особое слово. Нежность неотделима от любви. Когда человеку на его израненную кающуюся душу возлагают духовный бальзам-это называется нежностью. Когда мы добрым, сердечным, ласковым словом даем опечаленному человеку силы жить, верить, любить-это и есть нежность. Жалко, что мы  забыли это слово, забыли это понятие, не любим, не жалеем и не бережем друг друга" протоиерей Иоанн Миронов.
(Римлянам12:10) будьте братолюбивы друг к другу с нежностью; в почтительности друг друга предупреждайте;

### Буддизм
Чогьям Трунгпа в своей книге «Шамбала, священный путь воина», связал нежность с мужеством:

Истинное мужество — это продукт нежности. Мужество появляется, когда мы позволяем миру тронуть наше сердце, красивое и обнажённое. Мы готовы открыться, без сопротивления, ни робости, и смотрим на мир. Мы готовы делиться сердцем с другими.